# Тенерифе
Тенерифе (на испански: Tenerife) е вулканичен остров в Атлантическия океан, намиращ се на около 300 км западно от бреговете на Африка и 1250 км югозападно от континентална Испания. Той е най-големият и населен от Канарските острови с площ от 2034 km² и население 904 713 души (2018).. Най-голям град е Санта Крус де Тенерифе, който е и една от двете столици на автономията Канарски острови.
Основната икономика на Тенерифе е туризмът. Островът се посещава от над 6 млн. души годишно – най-много от всички Канарски острови. Освен плажния отдих, интерес за туристите представляват вулканът Тейде, карнавалът в Санта Крус и старинната архитектура. Развити са и земеделието (банани, грозде, зеленчуци, цветя), риболовът, търговията и промишлеността.

## История
През 1402 година испанците започват битки с местните племена гуанчи (аборигени от северна Африка) за превземането на островите. Първи се предават Ланзароте, Фуертевентура и Ел Йеро.
Тенерифе е последният превзет остров. Битката за него продължава точно 94 години, като през 1496 г. в долината на Ла Оротава е победен и последният вожд на име Бенкомо.

### География
На територията на острова се намира най-големият град в архипелага Санта Крус де Тенерифе, както и най-високият връх в Испания – Тейде (3718 метра).

### Климат
Климатът на Тенерифе е мек и постоянен благодарение на Канарското океанско течение, което го предпазва от много високи и ниски температури. На острова има общо 38 микроклимата. Вулканът Тейде разделя острова на суха южна и по-влажна северна част. Дневните температури през зимата варират между 15 – 25 °C, а през лятото 25 – 30 °C, създавайки условия за целогодишен морски туризъм. Във високите части на Тейде обаче температурата пада значително и през зимата има преваляванията от сняг.
| Климатични данни за Тенерифе (Южно летище) | Климатични данни за Тенерифе (Южно летище) | Климатични данни за Тенерифе (Южно летище) | Климатични данни за Тенерифе (Южно летище) | Климатични данни за Тенерифе (Южно летище) | Климатични данни за Тенерифе (Южно летище) | Климатични данни за Тенерифе (Южно летище) | Климатични данни за Тенерифе (Южно летище) | Климатични данни за Тенерифе (Южно летище) | Климатични данни за Тенерифе (Южно летище) | Климатични данни за Тенерифе (Южно летище) | Климатични данни за Тенерифе (Южно летище) | Климатични данни за Тенерифе (Южно летище) | Климатични данни за Тенерифе (Южно летище) |
| Месеци                                     | яну.                                       | фев.                                       | март                                       | апр.                                       | май                                        | юни                                        | юли                                        | авг.                                       | сеп.                                       | окт.                                       | ное.                                       | дек.                                       | Годишно                                    |
| Средни максимални температури (°C)         | 21,6                                       | 22,0                                       | 23,1                                       | 22,9                                       | 23,7                                       | 25,3                                       | 27,5                                       | 28,4                                       | 27,9                                       | 26,5                                       | 24,7                                       | 22,7                                       | 24,7                                       |
| Средни температури (°C)                    | 18,4                                       | 18,6                                       | 19,4                                       | 19,4                                       | 20,3                                       | 22,0                                       | 23,8                                       | 24,7                                       | 24,4                                       | 23,2                                       | 21,5                                       | 19,6                                       | 21,3                                       |
| Средни минимални температури (°C)          | 15,2                                       | 15,2                                       | 15,7                                       | 16,0                                       | 17,0                                       | 18,7                                       | 20,1                                       | 21,0                                       | 20,9                                       | 19,9                                       | 18,2                                       | 16,4                                       | 17,9                                       |
| Средни месечни валежи (mm)                 | 11                                         | 14                                         | 18                                         | 7                                          | 1                                          | 0                                          | 0                                          | 0                                          | 3                                          | 9                                          | 27                                         | 23                                         | 116                                        |
| Брой на дните с валежи                     | 2                                          | 2                                          | 2                                          | 1                                          | 0                                          | 0                                          | 0                                          | 0                                          | 1                                          | 1                                          | 2                                          | 3                                          | 14                                         |
| ------------------------------------------ | ------------------------------------------ | ------------------------------------------ | ------------------------------------------ | ------------------------------------------ | ------------------------------------------ | ------------------------------------------ | ------------------------------------------ | ------------------------------------------ | ------------------------------------------ | ------------------------------------------ | ------------------------------------------ | ------------------------------------------ | ------------------------------------------ |
| Източник: www.aemet.es                     |                                            |                                            |                                            |                                            |                                            |                                            |                                            |                                            |                                            |                                            |                                            |                                            |                                            |

## Население
Със своите 904 713 жители (2018) Тенерифе е най-населеният остров не само от Канарския архипелаг, но и в Испания. Към 2018 г. около 205 хил. души живеят в столицата Санта Крус де Тенерифе, а около 300 хил. в столичната метрополия, включваща и Сан Кристобал де ла Лагуна. Двата най-големи града са се слели напълно и имат общ градски транспорт.
След Санта Крус следващите най-големи общини са Сан Кристобал де ла Лагуна (155 549), Арона (79 448), Адехе (47 280), Ла Оротава (41 833), Гранадия де Абона (48 374), Лос Реалехос (36 860), Пуерто де ла Крус (30 483) и Канделария (27 641).
Населението на Тенерифе започва да нараства значително с развитието на туризма на острова. Подобрените условия на живот слагат край на масовото преселение на местни към Латинска Америка (предимно Куба и Венецуела) и обръщат миграцията в обратна посока. Увеличава се притокът на имигранти от цял свят, привлечени от благоприятния климат и възможности за работа в сферата на туризма. Всеки трети жител на Тенерифе е роден извън острова. През 2011 г. 182 485 чужденци пребивават постоянно на Тенерифе, като най-многобройни са тези от Латинска Америка (Венецуела, Куба, Аржентина) и Западна Европа (Великобритания, Германия, Италия). От всички Канарски острови тук живеят и най-много българи – 1646 (2013 г.), съсредоточени основно в южната, туристическа част на острова и столицата Санта Крус.
| 1768   | 1860   | 1900    | 1910    | 1920    | 1930    | 1940    | 1950    | 1960    | 1970    | 1981    | 1990    | 2000    | 2010    | 2013    | 2018    |
| ------ | ------ | ------- | ------- | ------- | ------- | ------- | ------- | ------- | ------- | ------- | ------- | ------- | ------- | ------- | ------- |
| 66 354 | 93 709 | 137 302 | 183 844 | 189 931 | 224 329 | 261 963 | 321 949 | 394 466 | 473 971 | 557 191 | 663 306 | 709 365 | 906 854 | 897 582 | 904 713 |

## Административно деление
Островът принадлежи към провинция Санта Крус де Тенерифе и се състои от 31 общини, както следва:
| - Адехе - Арафо - Арико - Арона - Буенависта дел Норте - Канделария - Ел Росарио - Ел Саусал - Ел Танке - Фасния - Гарачико | - Гранадия де Абона - Гия де Исора - Гуимар - Икод де лос Винос - Ла Гуанча - Ла Матанса де Асентехо - Ла Оротава - Ла Виктория де Асентехо - Лос Реалехос - Лос Силос - Пуерто де ла Крус | - Сан Кристобал де Ла Лагуна - Сан Хуан де ла Рамбла - Сан Мигел де Абона - Санта Крус де Тенерифе - Санта Урсула - Сантяго дел Тейде - Такаронте - Тегесте - Вилафлор |

## Снимки
- връх Тейде
- Аудиторио де Тенерифе, Санта Крус де Тенерифе
- Playa de Las Teresitas, Санта Крус де Тенерифе
- Базиликата на Дева Мария от Канделария – храм на покровителя на Канарските острови
- Сан Кристобал де ла Лагуна
- Скалите Лос Гигантес
- Столицата Санта Крус